# Estádio Leônidas Castro
Estádio Leônidas Castro – stadion piłkarski w Belém, Pará, Brazylia, na którym swoje mecze rozgrywają kluby Paysandu SC.